# Ian Livingstone
Pour les articles homonymes, voir Livingstone (homonymie).
Ian Livingstone est un auteur de jeux de rôle et un créateur de jeux vidéo britannique.

## Biographie
Ian Livingstone est né en décembre 1949 à Prestbury (Cheshire). Il y fréquente le lycée d'Altrincham où il rencontre Steve Jackson. Puis il fait des études de mercatique au collège de Stockport et collabore au magazine de jeux de société Albion. En 1974, il s'installe à l'ouest de Londres, à Shepherd's Bush, de même que Steve Jackson. Il occupe un poste de cadre supérieur dans le service mercatique d'une grande compagnie pétrolière.
En 1975, il abandonne son emploi et participe, avec Steve Jackson, à la fondation de Games Workshop Limited, une entreprise spécialisée dans les jeux de rôle, dont il deviendra managing director puis président du conseil d'administration jusqu'en 1991.
Depuis 1982, il est auteur et coauteur de la série de livres-jeux Défis fantastiques (Fighting Fantasy), édités en France dans la collection Un livre dont vous êtes le héros. Le premier titre, Le Sorcier de la montagne de Feu, devient le fer de lance du genre.
De mai 1994 à octobre 1995, il est managing director chez Domark. À la suite du rachat de Domark Software par Eidos Interactive et sa fusion avec Centregold Group (US Gold et Core Design), il devient président du conseil d'administration de Eidos d'octobre 1995 à avril 2002. En septembre 2005, à la suite du rachat de Eidos par son compatriote SCi Games, il a été nommé directeur d'acquisition de produit (product acquisition director) chez Eidos.
Il reçoit en 2000 le Honorary Doctorate de l'University of Abertay Dundee (Écosse), pour les services rendus au monde du jeu vidéo.
En 2006, il est fait membre du prestigieux Ordre de l'Empire britannique, il est « adoubé » en 2022
.

## Œuvres

### Fighting Fantasy
- Le Sorcier de la montagne de Feu, 1982.
- La Forêt de la malédiction, 1983.
- La Cité des voleurs, 1983.
- Le Labyrinthe de la mort, 1984.
- L'Île du roi lézard, 1984.
- La Sorcière des neiges, 1984.
- Le Combattant de l'autoroute, 1985.
- Le Temple de la terreur, 1985.
- L'Épreuve des champions, 1986.
- La Crypte du sorcier, 1987.
- Les Sombres cohortes, 1988.
- Retour à la montagne de feu, 1992.
- La Légende de Zagor[4], 1993.
- L'Œil d'émeraude, 2005.
- Le Sang des zombies, 2012.
- L'Anneau des serpents de feu, 2017.
- Les géants de fer, 2022.

### Autre
- De quelle taille est votre cerveau ?, 2007 (avec Jamie Thomson).